# Lauren Bell
Lauren Bell é uma desportista britânica que compete no ciclismo na modalidade de pista.
Ganhou duas medalhas no Campeonato Mundial de Ciclismo em Pista, nos anos 2022 e 2023, e uma medalha de prata no Campeonato Europeu de Ciclismo em Pista de 2023.

## Medalheiro internacional
| Campeonato Mundial | Campeonato Mundial      | Campeonato Mundial | Campeonato Mundial     |
| Ano                | Lugar                   | Medalha            | Competição             |
| ------------------ | ----------------------- | ------------------ | ---------------------- |
| 2022               | Saint-Quentin ( França) | Medalha de bronze  | Velocidade por equipas |
| 2023               | Glasgow ( Reino Unido)  | Medalha de prata   | Velocidade por equipas |
| Campeonato Europeu |                         |                    |                        |
| Ano                | Lugar                   | Medalha            | Competição             |
| 2023               | Grenchen ( Suíça )      | Medalha de prata   | Velocidade por equipas |